# Eckehart Wolff
Eckehart Wolff (* 24. August 1929 in Schlierbach; † 18. Juli 2015 in Worms) war Propst am Wormser Dom und Ehrendomkapitular im Bistum Mainz.

## Leben
Am 1. August 1953 empfing Eckehart Wolff durch Bischof Albert Stohr im Mainzer Dom das Sakrament der Priesterweihe. Anschließend folgten Stationen als Kaplan in Offenbach-Bürgel und Fürth (Odenwald). 
Im Jahr 1958 wurde Wolff Assistent im Priesterseminar Mainz, zwei Jahre darauf ebendort Ökonom, bevor er 1963 von Bischof Hermann Volk zum Subregens des Priesterseminars unter Regens Weihbischof Josef Maria Reuß bestimmt wurde. 1966 ernannte Bischof Volk Eckehart Wolff in der Nachfolge des verstorbenen Josef Adams zum Propst am Dom St. Peter zu Worms. Dieses Amt bekleidete er über dreißig Jahre lang bis zu seinem Eintritt in den Ruhestand im Oktober 1997. In Würdigung seiner Verdienste ernannte ihn der Mainzer Bischof Karl Lehmann im Januar 1985 zum Ehrendomkapitular des Mainzer Domkapitels.
Als Kuratoriumsmitglied des Dombauvereins Worms brachte Wolff seine langjährige Erfahrung ein. So war er Ideengeber für die in den Jahren zwischen 1967 und 1989 von Heinz Hindorf geschaffenen Fenster der Nikolaus-, Marien- und Georgskapelle des Wormser Doms. Propst Wolff war zudem Ehrenpräses der Wormser Kolpingfamilie.
Propst Wolff wurde am 27. Juli 2015 im Nordquerhaus des Wormser Domes beigesetzt.